# Touques
Touques är en kommun i departementet Calvados i regionen Normandie i norra Frankrike. Kommunen ligger i kantonen Trouville-sur-Mer som ligger i arrondissementet Lisieux. År 2022 hade Touques 3 857 invånare.

## Befolkningsutveckling
Antalet invånare i kommunen Touques
Referens:INSEE